# Дракула (роман)
«Дра́кула» (англ. Dracula) — роман ірландського письменника Брема Стокера, вперше опублікований у 1897 році. Твір має досить різноманітне жанрове наповнення, проте його переважно визначають як «готичний роман».
У романі йдеться про задум вампіра, трансильванського графа Дракули, придбати нерухомість в Англії з метою полювати на людей і обертати їх на нових вампірів. Основну частину сюжету складає боротьба професора Ван Гелсінга проти Дракули. Роман популяризував образ вампірів і графа Дракули зокрема.

## Сюжет
На початку оповідь ведеться у формі щоденника молодого юриста з Лондона, Джонатана Гаркера. Він вирушає до Трансильванії аби владнати справу покупки місцевим аристократом, графом Дракулою, абатства Карфакс в Англії. Прибувши до цих невідомих більшості англійців земель, Джонатан зауважує, що місцеві жителі бояться навіть згадок про Дракулу. Не сприймаючи оповіді про нечисту силу в околицях серйозно, юрист вирушає до замку Дракули.
Прибулого вночі до напівзруйнованого замку Джонатана зустрічає сам граф Дракула. Він гостинно приймає Гаркера, той вражений численними багатствами замку й освіченістю його власника. Проте невдовзі Джонатан розуміє, що кучер, який довіз його туди, і прислуга, якої він ніколи не бачив на власні очі — це і є граф, а крім нього в замку ніхто не живе. Також його бентежить відсутність дзеркал, заборона відвідувати кілька кімнат і денні зникнення графа. Він стає свідком того як Дракула приносить вночі мішок з дитиною, яку забирають, і імовірно з'їдають три сестри Дракули — примари-кровопивці. Гаркер без успіху намагається втекти із замку, та всі виходи виявляються закриті. Він передає циганам, що зупинилися неподалік, листи додому, проте вони повертають їх Дракулі. Він продовжує доброзичливо ставитися до юриста, котрий, втім розуміє, що рано чи пізно той уб'є його. Йому вдається розшукати кімнату, де Дракула вдень спить у труні з землею. Юрист розуміє, що Дракула — справжній вампір. Коли всі документи готові, граф вирушає до Англії на кораблі, а Джонатана лишає на поживу своїм сестрам. Однак, юристу врешті вдається втекти із замку.
Наступна частина роману подана як листи інших персонажів. Міна Мюррей, наречена Джонатана, відвідує свою подругу Люсі Вестенру в прибережному місті Вітбі. Туди прибуває корабель без екіпажу, лише за штурвалом лишився труп капітана. Незабаром Люсі починає втрачати кров, що змушує її нареченого Артура Голмвуда звернутися за допомогою до лікаря Сьюарда. Сам Сьюард головує клінікою для божевільних і особливо цікавиться чоловіком Ренфілдом, який має манію про близьке прибуття свого «господаря». Ренфілд має дивний розлад — він почав їсти живих комах, а потім птахів і тепер хоче свіжої крові. Сьюард запрошує дослідити цей випадок свого колегу — фахівця з рідкісних захворювань, професора Ван Гелсінга. Той переконаний, що до хвороби причетні потойбічні сили та вдається до дивних ритуалів, щоб захистити Люсі, коли виявляє на її шиї сліди від іклів вампіра. Проте зусилля професора марні — Люсі помирає за загадкових обставин.
Невдовзі в газетах з'являються чутки про жінку, що переслідує на вулицях Лондона дітей. Ван Гельсінг здогадується, що це Люсі, перетворена на вампірку. Тим часом Джонатан Гаркер дістався до Будапешта і шле звістку Міні. Та приїжджає до нього, вони одружуються і їдуть додому. Прогулюючись з Міною по Лондону, він впізнає в одному з перехожих графа Дракулу. Ван Гельсінг і Сьюард, а потім Голмвуд і друг Сьюарда, Квінсі Морріс, відкривають могилу Люсі, що підтверджує побоювання Гельсінга — вона виявляється порожньою. Гельсінг змушений вбити Люсі, проштрикнувши її серце осиковим кілком, після чого відрубує вампіресі голову та кладе їй до рота часник.
Довідавшись про перебування Гаркера в замку Дракули, Гельсінг розуміє, що граф прибув до Англії. Вампір дає Міні свою кров, щоб обернути її на свою маріонетку, як Ренфілда, проте вона зберігає глузд. Користуючись гіпнозом, Гельсінг за допомоги Міни дізнається, що Дракула переховується в абатстві Карфакс. Гельсінг з товаришами знищує ящики із землею, де спить Дракула. Граф без успіху нападає на Міну і вбиває свого прислужника Ренфілда, коли той відмовляється далі служити вампіру.
Дракула змушений тікати назад у Трансильванію в останньому ящику з землею. Ван Гельсінг, Гаркер, Голмвуд, Сьюард і Морріс вирушають навздогін. Гельсінг вбиває трьох сестер Дракули, а решта переслідують циган, які перевозять ящик з вампіром. Більшість циган гине під час бійки, але Морріс сам отримує смертельну рану. За мить до заходу сонця Гаркеру вдається розкрити ящик з Дракулою. Він перерізає вампірові горло, а Морріс мисливським ножем пронизує йому серце. Дракула розсипається на пил, а Морріс помирає в оточенні друзів.
Закінчується роман згадкою Джонатана про те, що він вже сім років щасливо живе з Міною і в них народився син. Його назвали на честь Морріса — Квінсі. Родина відвідує Трансильванію, більше не боячись потойбічних сил, а по поверненню до Англії переглядає щоденники й листи про минулі пригоди. Ван Гельсінг, утім говорить, що ніхто не зобов'язаний вірити, що все це було насправді.

## Видалений пролог

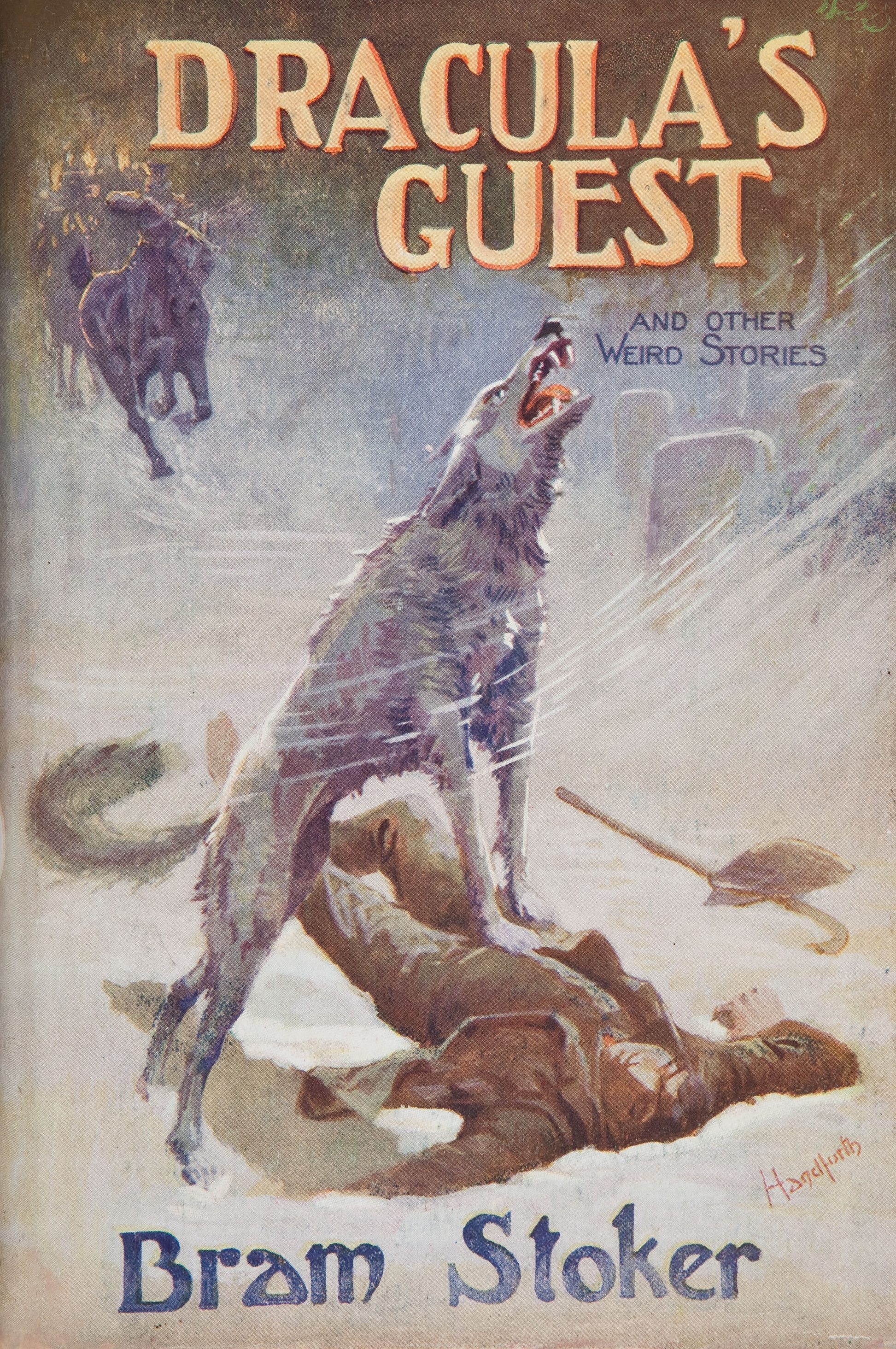
Обкладинка першого видання, 1914 рік

Існує окреме коротке оповідання про Дракулу авторства Брема Стокера. За твердженням дослідників, письменник написав його одночасно з основним текстом роману «Дракула» в 1897 році. Проте видавець відмовився друкувати його як частину книги з невідомих міркувань.
Цей видалений пролог-приквел пролежав в сімейному архіві автора майже сімнадцять років. Після смерті Брема Стокера його вдова Флоренс Стокер дала згоду на публікацію цього тексту у вигляді окремого оповідання. Твір вийшов друком у 1917 році під назвою «Гість Дракули» в журналі «Dracula's Guest and Other Weird Stories».
Наразі не існує українського перекладу цього твору.

## Історія написання

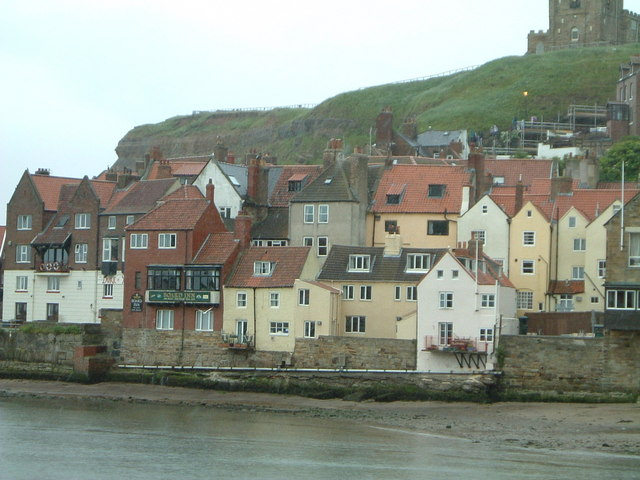
«Старе місто» Вітбі

Брем Стокер почав роботу над романом на початку весни 1890 року. За твердженням його сина Ноеля Торнлі Стокера, письменника надихнув сон, в якому він побачив старого «короля вампірів», який встає з труни.
У збережених чернетках граф ще не мав імені, а дія роману розвивалася не в Трансильванії, а в Штирії. Влітку 1890 Стокер відпочивав біля моря в містечку Вітбі та в місцевій бібліотеці Літературного і філософського товариства знайшов праці з історії та фольклору Трансильванії. З-поміж них була книга Вільяма Вілкінсона про правителів Молдови та Валахії. Стокера зацікавили відомості про князя Дракулу, прізвисько якого, за описом, означало «диявол» і місцеві жителі давали його особам, відомими віроломством, жорстокістю, або підступністю.
Сполучення у Вітбі старовини й сучасності, фольклору, забобнів з портовим життям спонукало письменника зробити його в романі місцем, куди прибуває з Трансильванії Дракула. Саме звідки лиходій починає свою діяльність у Британії, вносячи надприродне до життя заснованої на раціональності цивілізації. Прообразом абатства, яке збирався викупити Дракула, послугувало Ліндісфарнське абатство, напівзруйноване і відоме переказами про привида «білої жінки». Цей привид з'явився в книзі як Люсі, перетворена на вампірку.

## Вплив

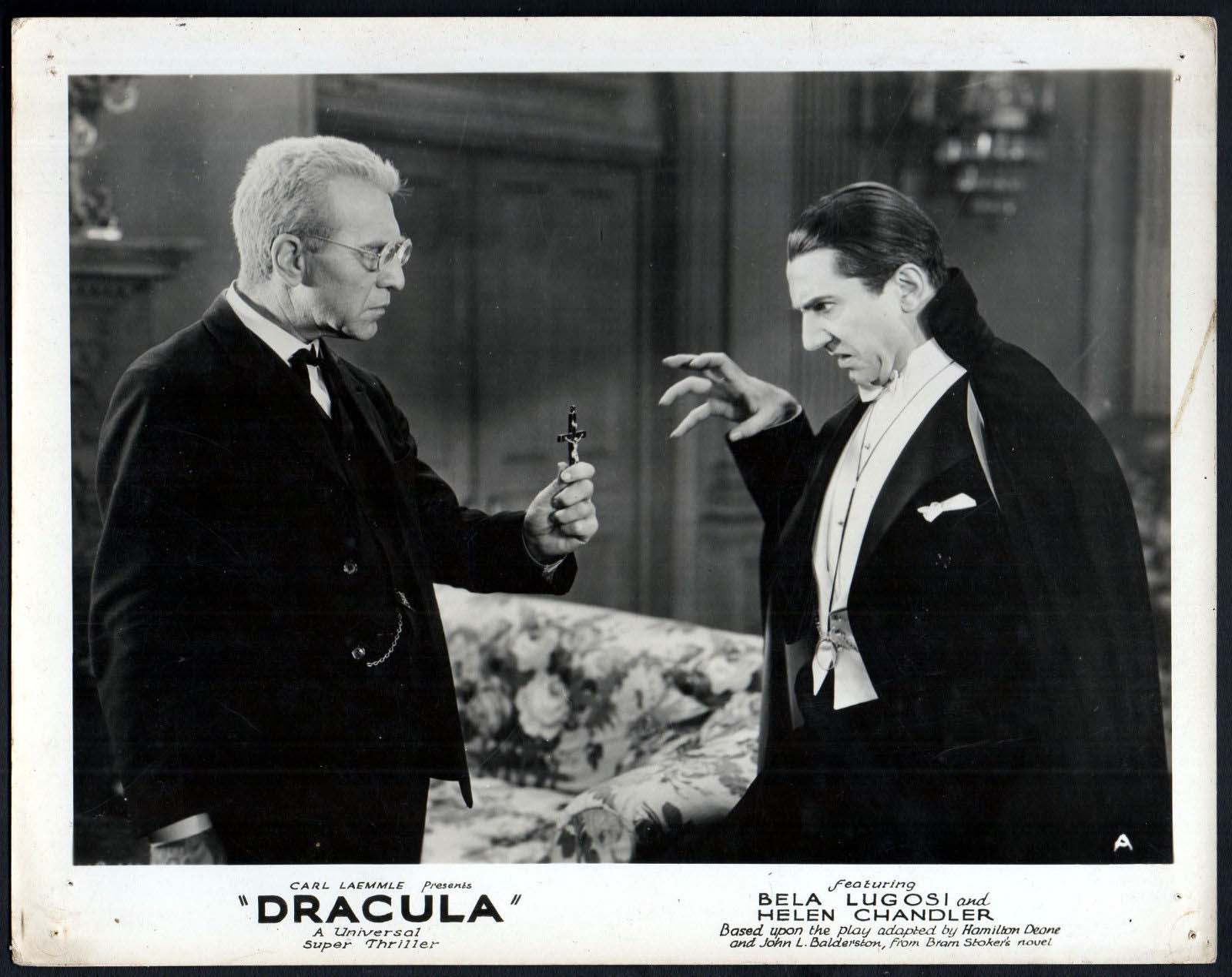
Плакат фільму «Дракула» (1931)

Вампір Дракула став одним з найпопулярніших образів масової культури. Роман перекладено переважною більшістю сучасних європейських і багатьма східними мовами. Водночас це був лише один з творів XIX століття про вампірів. Зокрема, відомо про повість Джона Полідорі «Вампір», роман Томаса Пеккета Преста «Варні Вампір, або Кривавий бенкет», повість Джозефа Шерідана Ле Фаню «Камілла». Проте за популярністю вони не змогли зрівнятися з «Дракулою».
Примітно, що граф Дракула Стокера практично не має спільного з історичним Дракулою — Владом Цепешем. Підставою популярності саме Стокерового образу вбачається тема зворотної колонізації — вторгнення до цивілізованої Європи могутньої сили з-за кордонів, у поєднанні з універсальними образами фронтиру, втіленими в трансильванському колориті. Зокрема цьому посприяло зміцнення впливу США на Старий світ в другій половині XIX століття і втрати Великої Британії в Кримській війні (див. Паризький мир 1856), що спричинило страх перед Східною Європою.
В 1920-х роках Дракула перестав бути суто літературним персонажем, за книгою відбувалися постановки на нью-йоркських і лондонських сценах. У 1922 році за мотивами «Дракули» вийшов німецький фільм «Носферату. Симфонія жаху». В 1930-х образ вампіра, виниклий під впливом роману Стокера, утвердився в західному кінематографі. Крім інтерпретацій «Дракули» виходили стрічки про його родичів, вампірів-суперників, виникли засновані на образі Дракули персонажі на кшталт графів Мора, Алукарда, Йорга Блекули тощо.
Після того як роман став популярним, читачі з Європи зацікавились Трансильванією як краєм вампірів. Відтоді це приносить чималий прибуток місцевим мешканцям, що відкривають готелі та ресторани на вампірську тематику і торгують відповідними сувенірами.

## Публікації українською
- Стокер Б. Дракула: роман / Пер. з англ. Л. Ю. Скальська. — Л.: Видавничий дім «Панорама», 2002. — 280 с.
- Стокер Брем. Дракула: роман / пер. з англ. Володимира Горбатька. — Х. : Клуб Сімейного Дозвілля, 2014. — 432 с.
- Стокер Брем. Дракула: роман / пер. з англ. Елли Євтушенко. — К. : Знання, 2018. — 478 с. (серія «English Library»)
- Стокер Брем. Дракула: роман / пер. з англ. Дмитра Щербини. — К. :Арт Видавництво «Небо»,2024.&ndsp;— 600 с.